# Atentado de Ankara de 2015
El atentado en Ankara de 2015 fue un atentado terrorista ocurrido el 10 de octubre de 2015 en la capital de Turquía durante la manifestación organizada durante un mitin por «la paz, el trabajo y la democracia» y contra las políticas del partido gobernante, el islamista moderado Partido de la Justicia y el Desarrollo (AKP). Además, el acontecimiento tenía lugar días antes de las elecciones legislativas que se celebraran el 1 de noviembre.
Las primeras hipótesis sugieren la existencia de dos atacantes suicidas en el centro de la marcha, entre la multitud, cuando miles de personas intentaban unirse a la convocatoria ante la principal estación ferroviaria de la ciudad, bajo el lema "Por la Paz, el trabajo y la Democracia", dos horas antes de su comienzo. Según el ministro de Salud de Turquía, la cifra de víctimas fue de al menos 86 muertos y 186 heridos; principalmente manifestantes pacíficos. 

## Reacciones
El ministro turco de Gestión Forestal y del Agua, Veysel Eroğlu, indicó que los manifestantes eran unos «provocadores» y su encuentro una «manifestación terrorista».

### Reacciones internacionales
- Guatemala: El Gobierno de Guatemala, condenó el atentado en Ankara y se solidarizó con los ciudadanos turcos, luego de haber recibido la lamentable noticia.[5]

- Pakistán: El Ministerio de Asuntos Exteriores emitió un comunicado condenando el atentado y enviando condolencias al pueblo turco.